# 舍索-诺雷阿
舍索-诺雷阿（法語：Cheseaux-Noréaz）是瑞士联邦西部法语区的沃州下设的一个镇。在行政上属于沃州北汝拉区管辖。舍索-诺雷阿的总面积为6.03平方公里。截至2010年底，总人口为629。

## 地理
舍索-诺雷阿位于纳沙泰尔湖西南岸，由舍索、诺雷阿两个村落组成。